# 姆利諾克 (扎里奇涅區)
51°36′15″N 25°54′48″E / 51.60417°N 25.91333°E
姆利諾克（烏克蘭語：Млинок），是烏克蘭西北部的村莊，隸屬里夫內州的瓦拉什區。該村始建於1939年，面積9.9平方公里，海拔高度151米，2001年人口830，人口密度每平方公里85.9人。